# Іванов В'ячеслав Миколайович
В'ячеслав Миколайович Іванов (рос. Вячеслав Николаевич Иванов; 30 липня 1938, Москва, РРФСР, СРСР — 5 серпня 2024) — радянський академічний веслувальник. Триразовий олімпійський чемпіон. Чемпіон світу, чотириразовий чемпіон Європи.
Заслужений майстер спорту СРСР (1956).

## Життєпис
З початком німецько-радянської війни у 1941 році родина евакуювалась до Барнаулу, звідки повернулась до Москви у 1943 році. В роки війни втратив на фронті батька і старшого брата.
Академічним веслуванням розпочав займатись у 1952 році. першого значного успіху досяг у 1955 році, коли переміг на чемпіонаті СРСР серед юнаків і став бронзовим призером першості серед дорослих.
Тричі, у 1956, 1960 і 1964 роках, брав участь в літніх Олімпійських іграх і тричі перемагав серед веслувальників-одинаків.
У 1962 році в Люцерні (Швейцарія) на першому чемпіонаті світу з академічного веслування став чемпіоном світу серед веслувальників-одинаків.
На чемпіонатах Європи з академічного веслування чотири рази (1956, 1959, 1961, 1964) перемагав, був срібним (1967) і двічі бронзовим (1957, 1958) призером змагань.
У 1960 році закінчив військове училище, а у 1969 році — Волгоградський державний інститут фізичної культури. У запас вийшов у званні капітана 3-го рангу.

## На Олімпійських іграх
| Олімпіада     | Дисципліна | Місце (час) |
| ------------- | ---------- | ----------- |
| Мельбурн 1956 | одинарні   | 1 (8:02.5)  |
| Рим 1960      | одинарні   | 1 (7:13.96) |
| Токіо 1964    | одинарні   | 1 (8:22.51) |